# Fujii Kaze "HELP EVER ARENA TOUR"
『Fujii Kaze "HELP EVER ARENA TOUR"』（ふじい かぜ "ヘルプ・エヴァー・アリーナ・ツアー"）は、日本のシンガーソングライター・藤井風が2021年10月2日から11月28日にかけて開催したアリーナツアー、および2022年6月14日にHEHN RECORDS / ユニバーサルミュージックより発売された映像作品。

## 概要
2021年8月30日、10月より全国5都市でアリーナツアーが開催されることが発表された。
本ツアーは、新型コロナウイルス感染拡大防止の観点から、来場者のキャパシティは政府の定めるガイドラインに定められた上限数のみとし、ソーシャルディスタンスを確保するため、客席は市松模様に配置された。また、会場でのグッズ販売は、会場のチケットを持っている来場者のみ購入可能とされた。なお、一部グッズは、2022年1月15日、自身のオフィシャルストアで販売された。
10月26日、国立代々木競技場第一体育館でのツアーファイナル公演が生中継されることが決定した。11月13日には、ファイナル公演の海外配信も決定した。対象エリアは、アメリカ（東海岸／西海岸）、インドネシア、韓国、台湾とされた。
本ツアーでは、1stアルバム『HELP EVER HURT NEVER』収録曲をはじめ、自身初のストリーミング累計1億回再生を突破した「きらり」、自身初のテレビドラマ主題歌「旅路」、日産スタジアムにて開催された「Fujii Kaze "Free" Live 2021 at NISSAN stadium」で初披露された「燃えよ」など、ツアー開催時点でリリースされていたすべての楽曲を披露した。
本ツアーのバンドメンバーとして、ロックバンド・Suchmosのメンバー・TAIKINGが、藤井から直々に依頼を受け、ギターを担当した。また、10月15日、Suchmosのベース・HSUが死去したことを受け、同月16日・17日の大阪城ホール公演、11月28日の国立代々木競技場第一体育館公演では、バンドメンバー紹介の際に、Suchmosの代表曲「STAY TUNE」が、ワンフレーズ披露された。

## 日程
| 公演日 | 公演日   | 公演日 | 都市           | 会場                       |
| 年     | 月日     | 曜日   | 都市           | 会場                       |
| ------ | -------- | ------ | -------------- | -------------------------- |
| 2021年 | 10月2日  | 土曜   | 神奈川県横浜市 | 横浜アリーナ               |
| 2021年 | 10月3日  | 日曜   | 神奈川県横浜市 | 横浜アリーナ               |
| 2021年 | 10月16日 | 土曜   | 大阪府大阪市   | 大阪城ホール               |
| 2021年 | 10月17日 | 日曜   | 大阪府大阪市   | 大阪城ホール               |
| 2021年 | 10月23日 | 土曜   | 福岡県福岡市   | 福岡マリンメッセA館        |
| 2021年 | 10月24日 | 日曜   | 福岡県福岡市   | 福岡マリンメッセA館        |
| 2021年 | 11月11日 | 木曜   | 兵庫県神戸市   | 神戸ワールド記念ホール     |
| 2021年 | 11月12日 | 金曜   | 兵庫県神戸市   | 神戸ワールド記念ホール     |
| 2021年 | 11月25日 | 木曜   | 東京都渋谷区   | 国立代々木競技場第一体育館 |
| 2021年 | 11月27日 | 土曜   | 東京都渋谷区   | 国立代々木競技場第一体育館 |
| 2021年 | 11月28日 | 日曜   | 東京都渋谷区   | 国立代々木競技場第一体育館 |

## リリース
2021年12月14日、本ツアーの模様を収録した映像作品を2022年にリリースする旨の投稿が、藤井のSNSより発信された。2022年3月18日、映像作品のリリースが正式に発表された。
5月6日には、作品の詳細が発表された。前作同様、Blu-rayのみのリリースであり、公演映像に加え、特典としてツアー前のリハーサルから最終公演までの舞台裏を追いかけた2ヶ月間の全記録、収録時間91分に及ぶ長編ドキュメントムービー「Documentary "HEAT"」と、現場の空気を閉じ込めた「ライブ」「ドキュメント」の2つに分かれた特製フォトブック、B4サイズのツアービジュアルポスターが封入。また、本作も三方背ケース仕様となっている。発表に合わせて、「Documentary "HEAT"」のティザー映像が公式YouTubeチャンネルに公開された。

## 収録内容
本編「Fujii Kaze "HELP NEVER ARENA TOUR"」
1. 風よ
2. 調子のっちゃって
3. 優しさ
4. きらり
5. キリがないから
6. へでもねーよ
7. 罪の香り
8. もうええわ
9. 死ぬのがいいわ
10. 特にない
11. 帰ろう
12. 青春病
13. 何なんw
14. 燃えよ
15. さよならべいべ
16. 旅路

特典映像「Documentary "HEAT"」
- 開演時のSEとして『青春病 EP』に収録されているリゾ「Good As Hell」のカバーが流された。
- 10月15日・16日の大阪城ホール公演、11月28日の国立代々木競技場第一体育館公演では、バンドメンバー紹介の際に、Suchmosの代表曲「STAY TUNE」が、ワンフレーズ披露された。
- 10月24日のマリンメッセ福岡公演では、当日オンエアされた藤井が出演する民放テレビ5局でのリレー式テレビCM「STEP CM」と「燃えよ」ミュージックビデオを会場の観客と共に視聴した[8]。これに伴う時間調整のため、セットリストが一部変更された。

## メンバー
- 藤井風 - ボーカル、ピアノ
- TAIKING - ギター
- 真船勝博 - ベース
- 佐治宣英 - ドラムス
- HILOMU[注釈 3]、TAKAHIRO、Gentaro、RyuICHI、TAKARA、Yastaka - ダンス
- 長谷川将山 - 尺八[注釈 4]